# Sergestoidea
Los sergestoideos (Sergestoidea) son crustáceos decápodos y forman una de las dos superfamilias del suborden de los dendrobranquiados.
Todas las especies son planctónicas y se encuentran en muchos mares del mundo. Hacen migraciones verticales importantes; de día están cerca del fondo y por la noche suben a zonas menos profundas. Son el alimento de peces y cefalópodos.